# Drumheller
Drumheller ist eine Kleinstadt mit 7982 Einwohnern  in Alberta, Kanada. Sie liegt etwa 110 km östlich von Calgary am Red Deer River. Bekannt ist sie durch die Fossilien-Funde von Dinosauriern im umgebenden Red Deer River Valley. Entdecker der Fossilien war Joseph Burr Tyrrell im Jahr 1884. Nach ihm ist auch das in Drumheller gelegene Royal Tyrrell Museum of Palaeontology benannt.

## Geschichte
Kurz nachdem die ersten Siedler 1897 im Gebiet von Drumheller auftauchten, kaufte Colonel Samuel Drumheller im Jahr 1910 das Land, das nach ihm benannt wurde. Dort ließ er im Jahr 1911 Minen für den Steinkohlenbergbau errichten. 1912 bekam Drumheller Anschluss zum Bahnverkehr und somit einen Bahnhof. 1913 wuchs Drumheller zu einem Dorf (Village), 1916 zu einer Kleinstadt (Town) und 1930 zu einer Großstadt (City) heran. Die Stadt florierte, bis nach dem Zweiten Weltkrieg Steinkohle als Energiequelle durch Elektrizität und Erdöl immer mehr an Bedeutung verlor. Drumheller fiel 1997/1998 infolge der Zusammenlegung mit der Verwaltung des Municipal District of Badlands vom Großstadtstatus auf Kleinstadtstatus zurück. Heute wendet man sich anstatt der Steinkohle als Energiequelle natürlichen Gasvorkommen und Erdöl zu. Auch spielt die Landwirtschaft eine große Rolle. Die Landschaft um Drumheller wird von Badlands und Ödland dominiert, in dem sich viele gut erhaltene Fossilien der Kreidezeit befinden.

## Sehenswürdigkeiten
- Royal Tyrrell Museum of Palaeontology
- Horseshoe-Canyon-Formation
- Kanadische Badlands
- Red Deer River
- World’s Largest Dinosaur (weltgrößter Dinosaurier), eine 26 m hohe Fiberglas-Stahl-Statue eines Tyrannosaurus rex
- Midland Provincial Park 6 km westlich von Drumheller
- Alte Atlas Coal Mine bei East Coulee / Drumheller
- Star Mine Suspension Bridge
- The Canadian Badlands Passion Play (Passionsspiel)

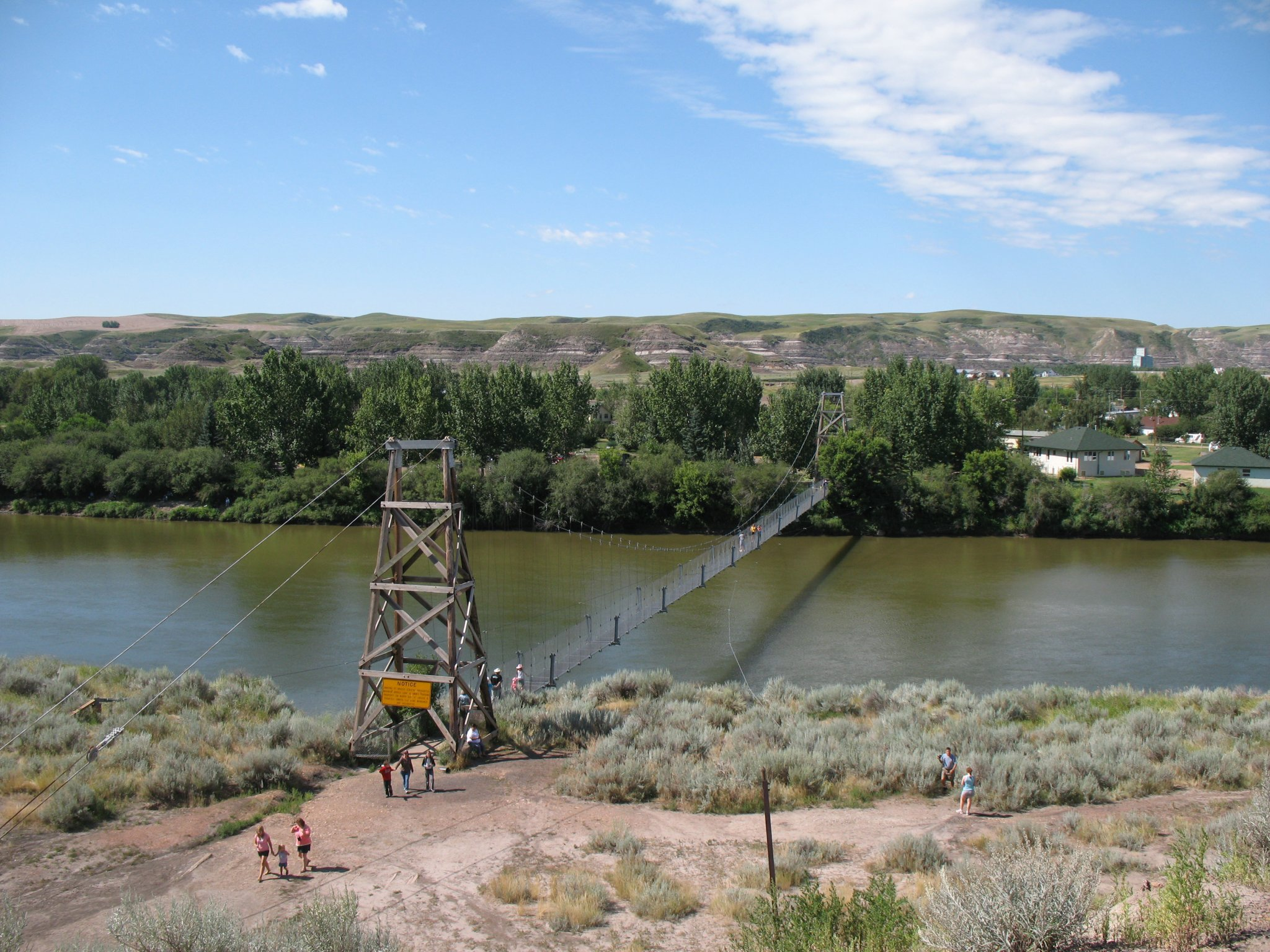
Star Mine Suspension Bridge in Drumheller
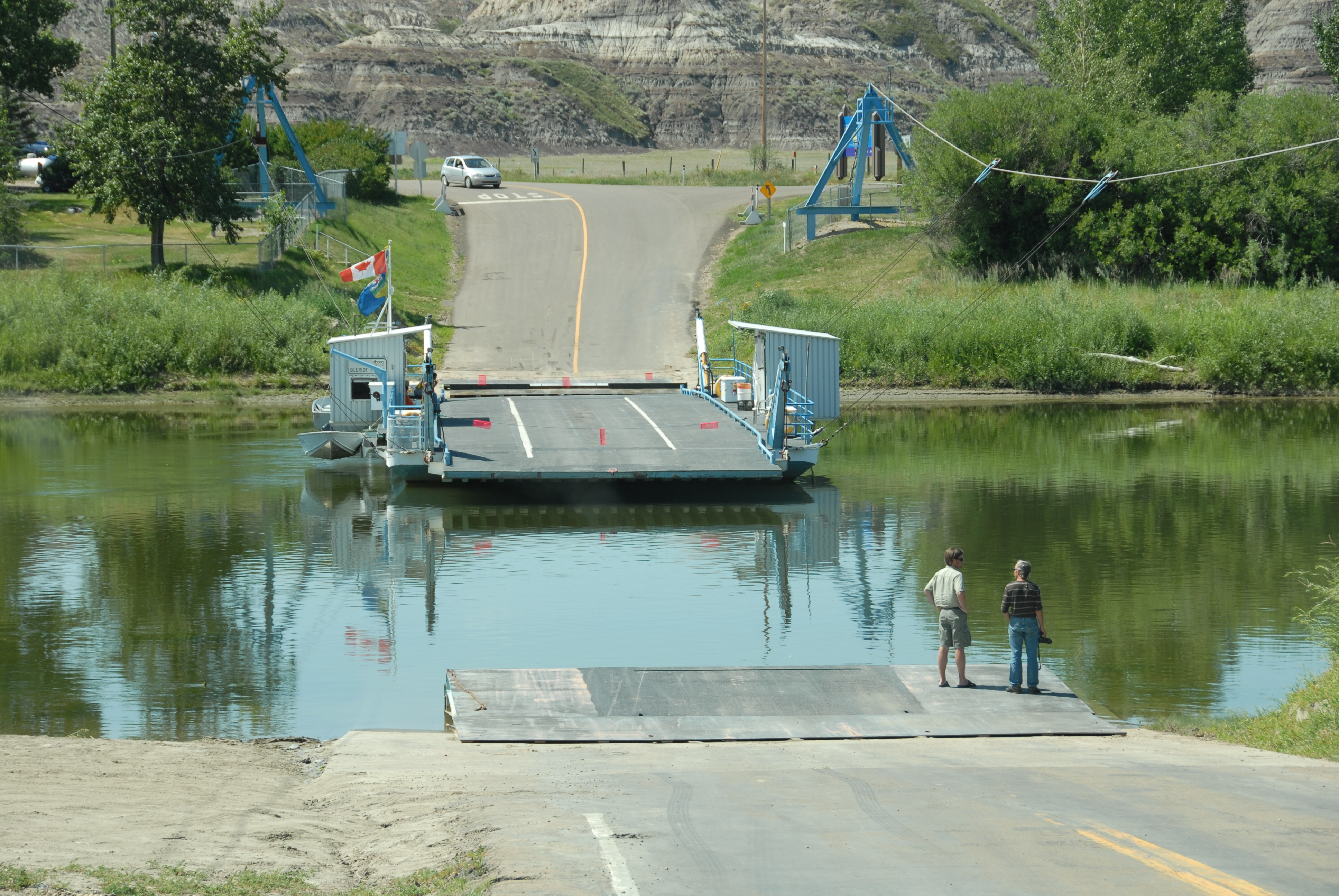
Blick auf die Bleriot Ferry
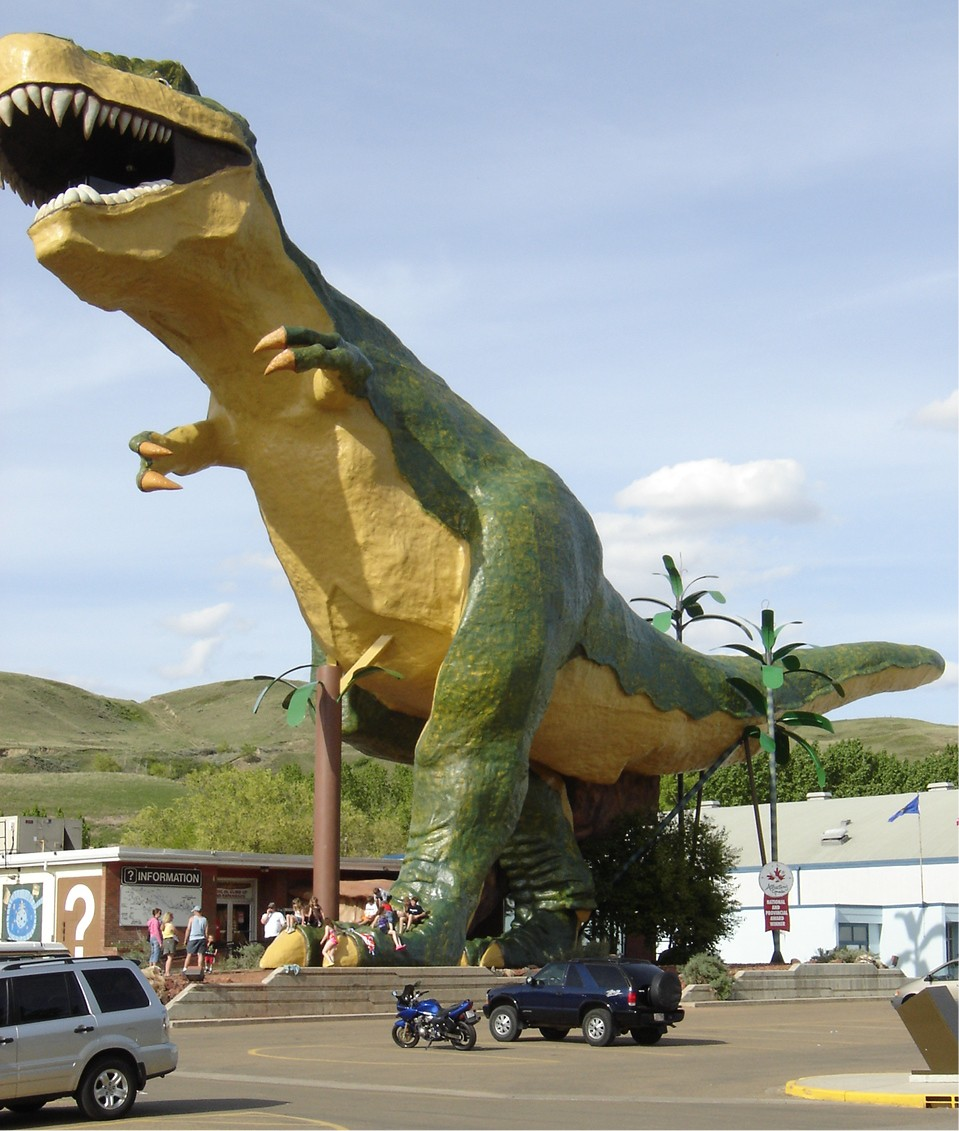
World’s Largest Dinosaur in Drumheller
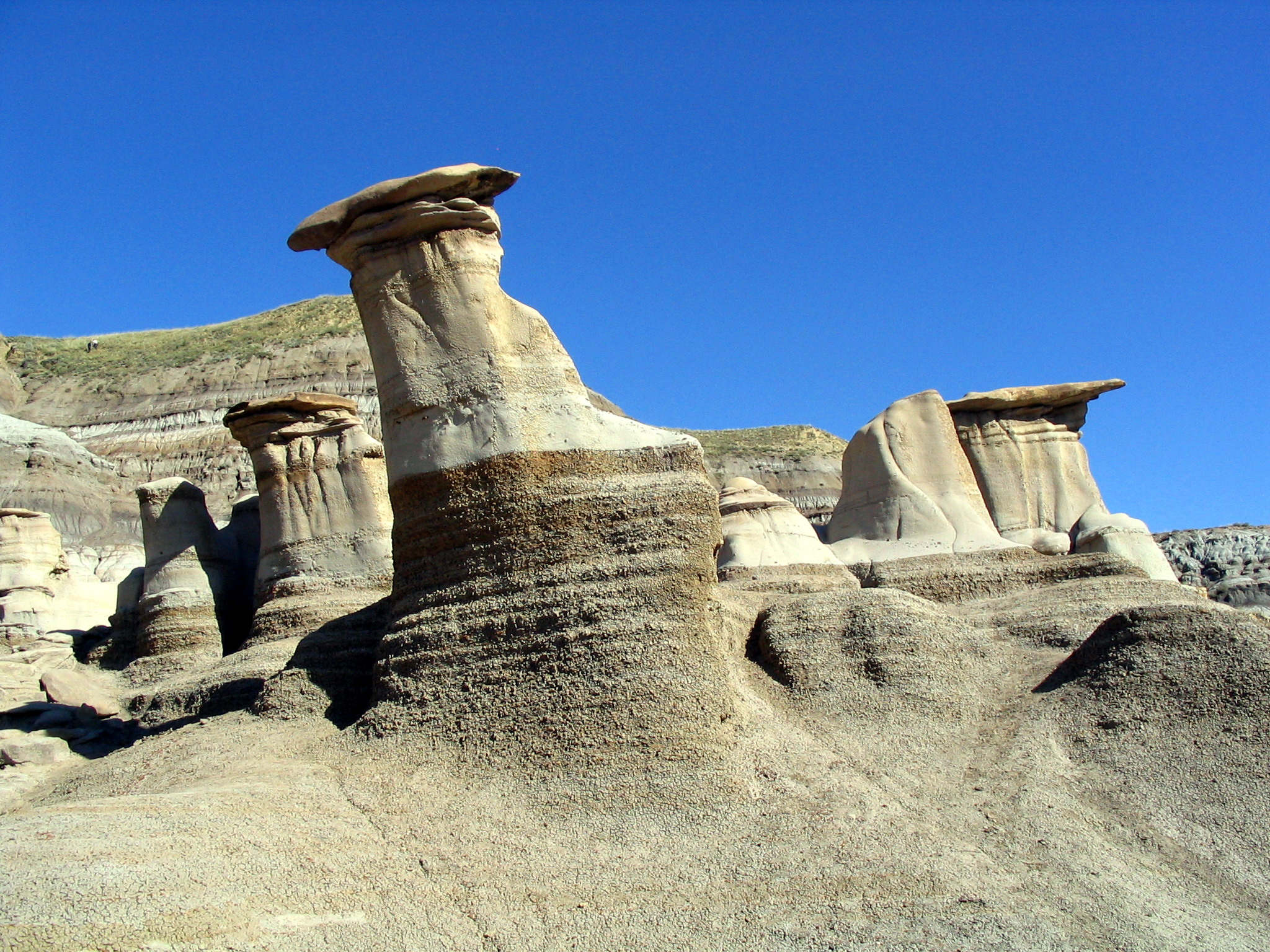
Hoodoos östlich von Drumheller
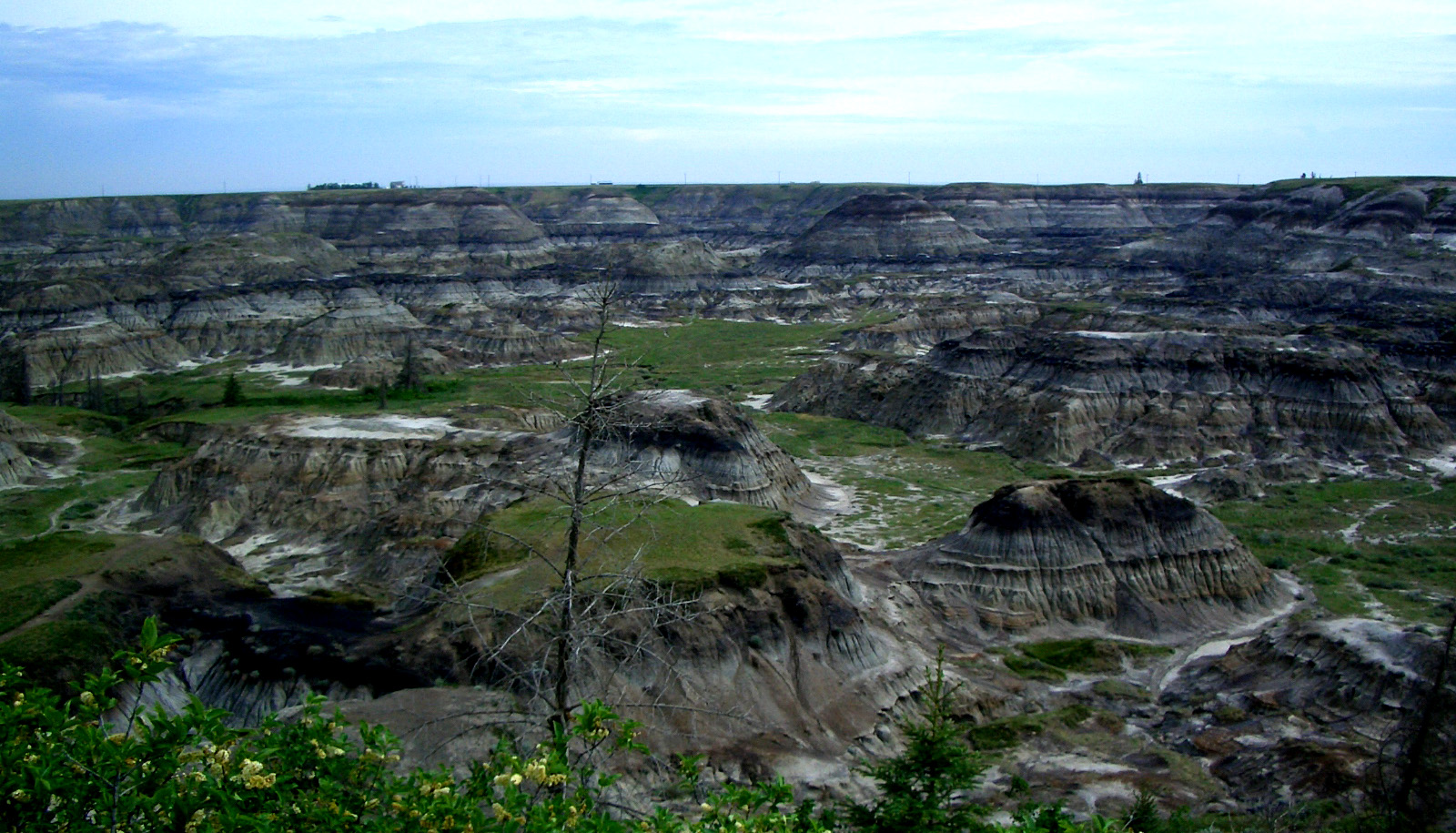
Badlands nahe Drumheller
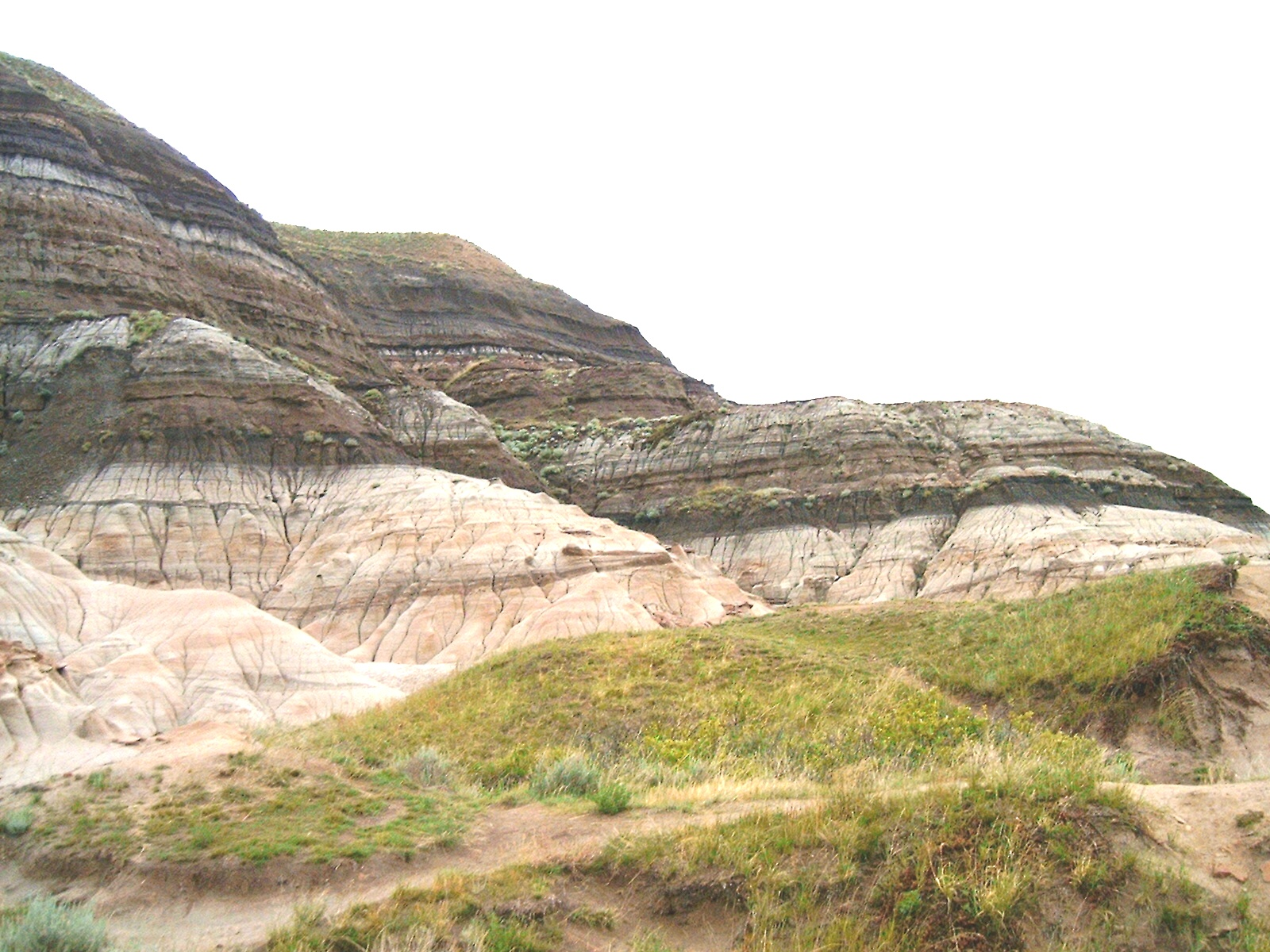
Badlands nahe Drumheller
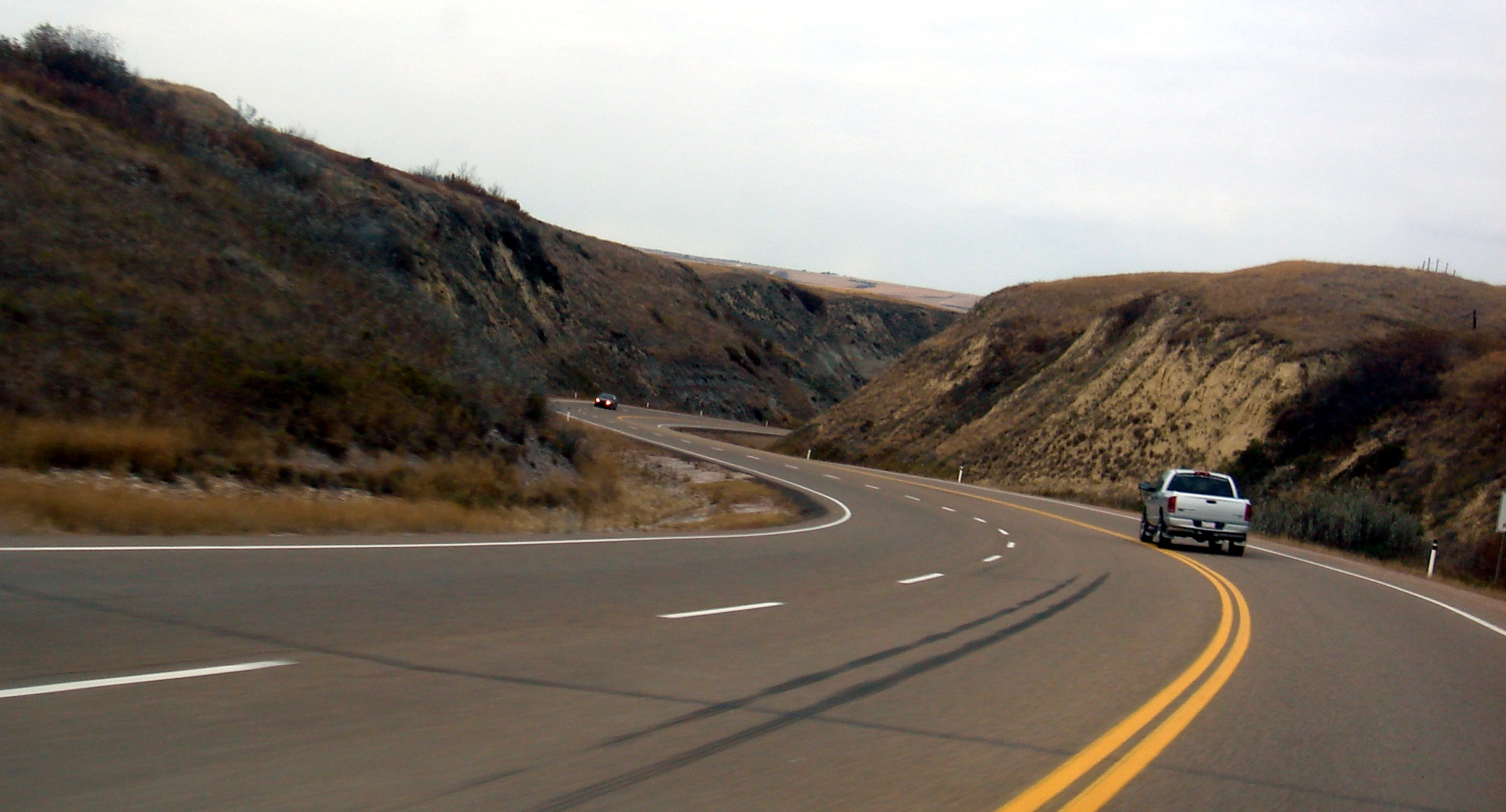
Alberta Highway 9 nördlich von Drumheller
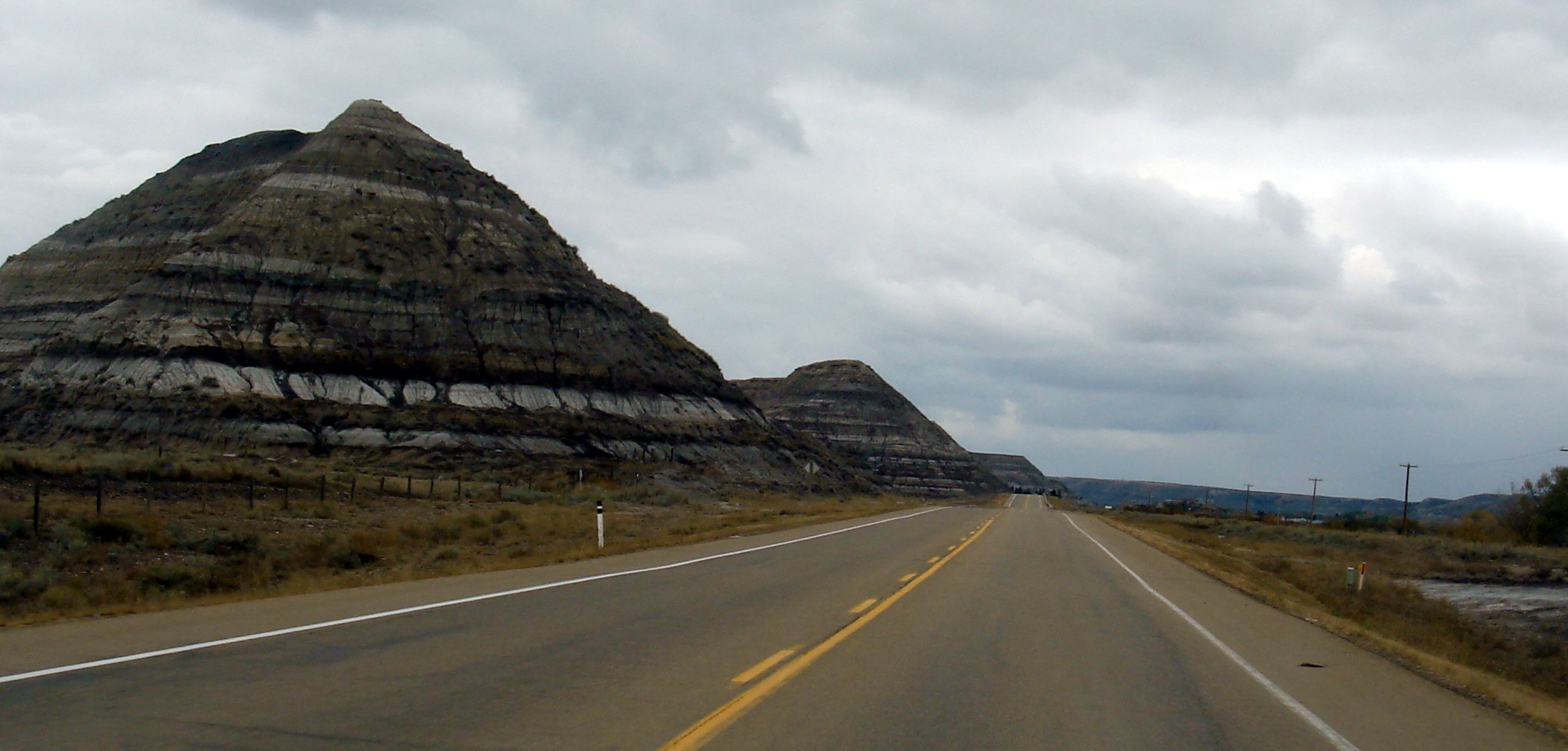
Alberta Highway 10 östlich von Drumheller

## Persönlichkeiten

### Geboren in Drumheller
- Don „D.T.“ Thompson (1932–2004), Jazz-Saxophonist, Komponist und Arrangeur
- Thomas Siddon (* 1941), Politiker

### Personen mit Beziehung zur Stadt
- Joseph Burr Tyrrell (1858–1957), Paläontologe, Bergbauunternehmer und Geologe; suchte hier Kohle und fand zusätzlich Dinosaurierfossilien
- David A. Eberth (* 1953), Wirbeltier-Paläontologe; emeritierter wissenschaftlicher Mitarbeiter im örtlichen Royal Tyrrell Museum